# Попов, Дмитрий Владимирович
Дмитрий Владимирович Попов (22 октября 1966, Свердловск) — советский российский хоккеист, нападающий.
Отец хоккеиста Виталия Попова.

## Карьера
Начал карьеру в 1986 году в родном свердловском «Автомобилисте», где и выступал до 1995 года, набрав за это время 153 (78+75) очка в 278 проведённых матчах. Спустя год он подписал контракт с магнитогорским «Металлургом», в составе которого стал чемпионом России, а также серебряным и бронзовым призёром российского первенства. На европейской арене Попов вместе с магнитогорским клубом дважды выигрывал Евролигу.
В 2000 году перешёл в череповецкую «Северсталь», однако, отыграв лишь 10 матчей, подписал контракт с омским «Авангардом», с которым во второй раз в своей карьере завоевал серебряные медали чемпионата России. В 2001 году перешёл в воскресенский «Химик», который выступал в Высшей лиге, где в 2003 году и завершил карьеру игрока.

### Карьера менеджера
После завершения карьеры игрока работал хоккейным агентом. Также он работал спортивным директором таких футбольных клубов Екатеринбурга, как «Урал» и «ВИЗ-Синара», и генеральным менеджером хоккейного клуба «Автомобилист». В 2008 году Попов стал генеральным менеджером череповецкой «Северстали».
В конце 2010 года Дмитрий стал участником скандала, в котором был замешан молодой игрок «Северстали» Дмитрий Громов. По сообщениям многочисленных СМИ Попов был задержан правоохранительными органами, когда Громов якобы передавал ему так называемый «откат». Вина менеджера была доказана, он был обвинен по статье "самоуправство", также Попов по решению координационного совета клуба был освобождён от занимаемой должности по окончании срока действия контракта.

## Достижения
- Чемпион России 1999.
- Серебряный призёр чемпионата России (2): 1998, 2001.
- Бронзовый призёр чемпионата России 2000.
- Победитель Евролиги (2): 1999, 2000.
- Обладатель Кубка России 1998.
- Мастер спорта международного класса.

## Статистика выступлений
|                 |                  |                 | Регулярный сезон | Регулярный сезон | Регулярный сезон | Регулярный сезон | Регулярный сезон | Регулярный сезон | Плей-офф | Плей-офф | Плей-офф | Плей-офф | Плей-офф | Плей-офф |
| Сезон           | Команда          | Лига            | Игр              | Г                | П                | Очк              | +/-              | Штр              | Игр      | Г        | П        | Очк      | +/-      | Штр      |
| --------------- | ---------------- | --------------- | ---------------- | ---------------- | ---------------- | ---------------- | ---------------- | ---------------- | -------- | -------- | -------- | -------- | -------- | -------- |
| 1986/87         | Автомобилист Ск  | СССР            | 32               | 7                | 8                | 15               | --               | 22               | —        | —        | —        | —        | —        | —        |
| 1986/87         | СКА Ск           | Первая лига     | 28               | 9                | 8                | 17               | --               | 2                | —        | —        | —        | —        | —        | —        |
| 1987/88         | Автомобилист Ск  | СССР            | 35               | 11               | 7                | 18               | --               | 13               | —        | —        | —        | —        | —        | —        |
| 1988/89         | Автомобилист Ск  | СССР            | 44               | 13               | 7                | 20               | --               | 12               | —        | —        | —        | —        | —        | —        |
| 1989/90         | Автомобилист Ск  | СССР            | 30               | 5                | 10               | 15               | --               | 8                | —        | —        | —        | —        | —        | —        |
| 1990/91         | Автомобилист Ск  | СССР            | 28               | 6                | 6                | 12               | --               | 10               | —        | —        | —        | —        | —        | —        |
| 1991/92         | Автомобилист Екб | СНГ             | 30               | 11               | 9                | 20               | --               | 16               | —        | —        | —        | —        | —        | —        |
| 1992/93         | Автомобилист Екб | МХЛ             | 41               | 15               | 17               | 32               | --               | 24               | 3        | 1        | 1        | 2        | --       | 0        |
| 1993/94         | Автомобилист Екб | МХЛ             | 38               | 10               | 11               | 21               | --               | 16               | —        | —        | —        | —        | —        | —        |
| 1996/97         | Металлург Мг     | Суперлига       | 35               | 8                | 10               | 18               | --               | 0                | 11       | 2        | 3        | 5        | --       | 6        |
| 1997/98         | Металлург Мг     | Суперлига       | 46               | 13               | 21               | 34               | +35              | 24               | 4        | 2        | 4        | 6        | +4       | 2        |
| 1998            | Металлург Мг     | Кубок России    | 10               | 2                | 6                | 8                | +7               | 2                | —        | —        | —        | —        | —        | —        |
| 1998/99         | Металлург Мг     | Суперлига       | 42               | 11               | 18               | 29               | +22              | 8                | 16       | 4        | 4        | 8        | +3       | 6        |
| 1998/99         | Металлург Мг     | Евролига        | 6                | 3                | 4                | 7                | +9               | 0                | 6        | 1        | 3        | 4        | +3       | 0        |
| 1999/00         | Металлург Мг     | Суперлига       | 37               | 3                | 18               | 21               | --               | 8                | 12       | 1        | 3        | 4        | --       | 6        |
| 1999/00         | Металлург Мг     | Евролига        | 6                | 0                | 3                | 3                | -5               | 2                | —        | —        | —        | —        | —        | —        |
| 2000/01         | Северсталь       | Суперлига       | 10               | 1                | 1                | 2                | --               | 6                | —        | —        | —        | —        | —        | —        |
| 2000/01         | Авангард         | Суперлига       | 19               | 1                | 0                | 1                | -2               | 4                | —        | —        | —        | —        | —        | —        |
| 2001/02         | Химик Вк         | Высшая лига     | 48               | 6                | 21               | 27               | --               | 40               | 14       | 3        | 7        | 10       | -3       | 6        |
| 2002/03         | Химик Вк         | Высшая лига     | 39               | 9                | 13               | 22               | +16              | 14               | 14       | 2        | 6        | 8        | +6       | 8        |
| Всего в карьере | Всего в карьере  | Всего в карьере | 604              | 144              | 198              | 342              | +82              | 231              | 80       | 16       | 31       | 47       | +13      | 34       |